# Buturi

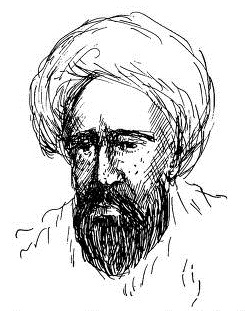
Um esboço do poeta Buhturi, feita em 1967 por um artista desconhecido, tirado do livro "Min Oyun al-Shi'r" de Naji al-Qashtini.

Ualide ibne Ubaide Alá Albuturi (em árabe: أبو الوليد بن عبيدالله البحتري التنوخي; romaniz.: al-Walid ibn 'Ubayd Allāh al-Buhturi; 820-897), melhor conhecido somente como Buturi, foi um poeta árabe nascido em Mambije na Síria, entre Alepo e o rio Eufrates. Como seu compatriota, Abu Tamam, ele era da tribo dos Tai.

## Vida e obra
Ainda jovem, foi visitar Abu Tamam em Homs e por ele foi elogiado às autoridades em Marrate Unumã, que lhes concederam uma pensão de 4 000 dirrãs por ano. Mais tarde foi para Bagdá, onde escreveu versos em louvor do califa abássida Mutavaquil (r. 847–861) e dos membros da sua corte. Embora residente em Bagdá, dedicou grande parte de sua poesia para louvar Alepo e muito de sua poesia de amor é dedicada a Aiuá, uma donzela daquela cidade. Ele morreu em Mambije em 897.
Sua poesia foi coletada e editada duas vezes no século X, uma edição disposta em ordem alfabética (ou seja, segundo a última consoante em cada linha), e outra segundo o assunto. Foi publicado novamente em Istambul em 1883. Assim como Abu Tamam, fez uma coleção de poemas também conhecida como Hamasah.